# Mentía
«Mentía» es una canción interpretada por el grupo musical argentino Miranda!, lanzada en junio del 2009 como el primer sencillo de su cuarto álbum de estudio, Miranda es imposible! (2009). La canción fue escrita por Ale Sergi y producida por Cachorro Lopez. En 2023 se lanzó una nueva versión con el cantante argentino Chano para su álbum Hotel Miranda!.

## Vídeo musical
Fue dirigido por Iván Vaccaro y lanzado en el canal oficial de la banda en abril de 2010. Tiene actualmente más de 20 millones de vistas en YouTube.

### Créditos
| - Leo Damario – Director. - Banana Films – Productora. - Daniel Rino Arreaza – Director de fotografía. - Mariano Antonetti – Productor ejecutivo. - Maria Bethania Medina – Jefe de producción. | - Walter Deluchi – Estilismo. - Carolina Perez Goñi – Dirección de arte. - Liberty – Post. - Civiles / Rebel Management – Talentos. - Paola Miranda – Artista invitado. - Restart – Artista invitado. |

## Lista de canciones
- Promo CD[7]

| N.º | Título   | Duración |  |
| 1.  | «Mentía» | 3:35     |  |

## Historial de lanzamiento
| Región | Fecha               | Formato | Discográfica | Ref.  |
| ------ | ------------------- | ------- | ------------ | ----- |
| Mundo  | 22 de junio de 2009 | CD      | Pelo Music   | [ 8 ] |